# 風車星系

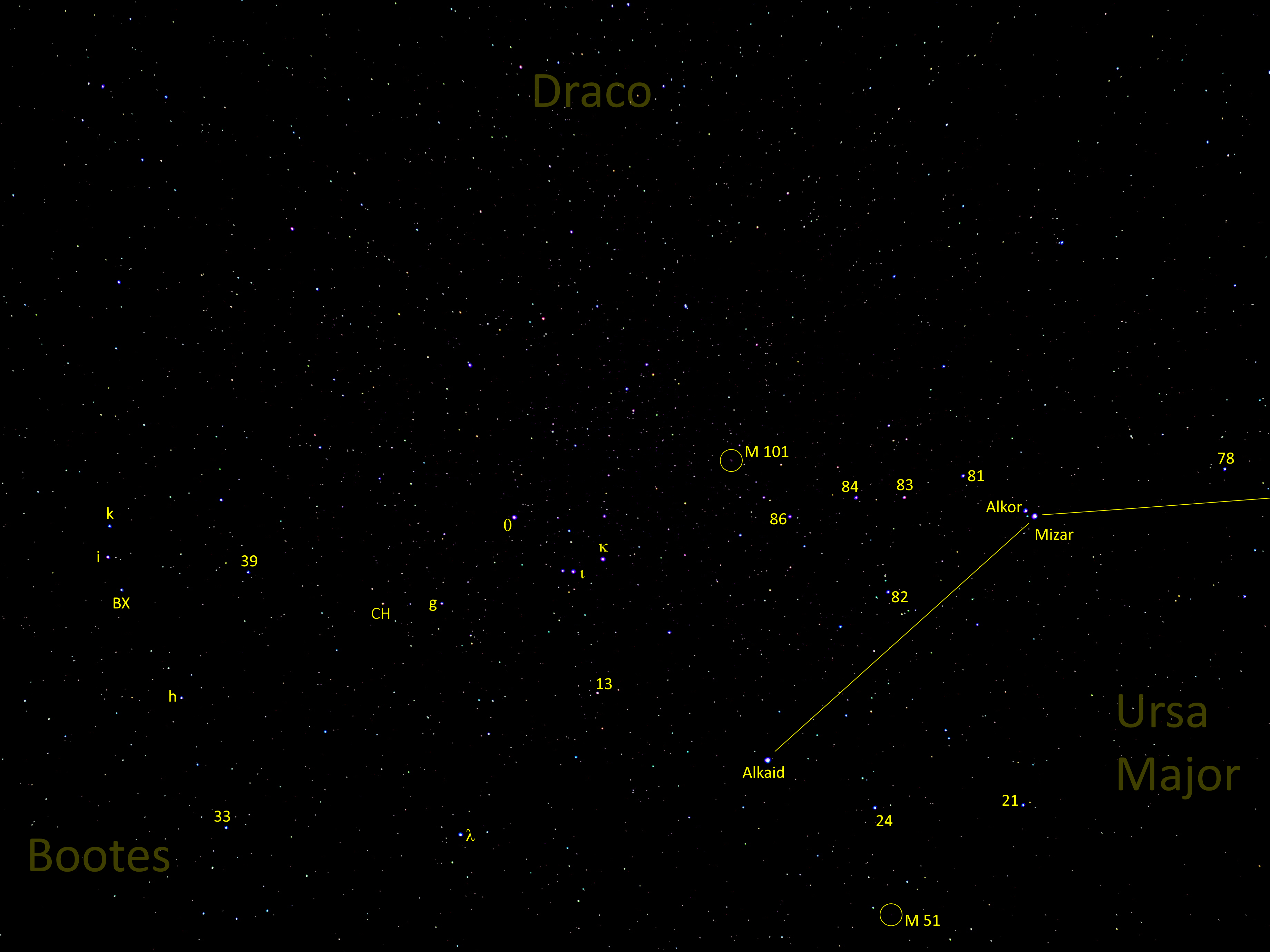
黑暗的天空圖像與風車星系（M 101）周圍的一些天體。右下角的四分之一顯示了大熊座尾巴的一些恆星：開陽、開陽增一和搖光，以及周邊的一些恆星。

風車星系（也稱為M101或NGC 5457）位於大熊座，是正面朝向地球的螺旋星系，距離地球大約2,100萬光年（600萬秒差距）。
風車星系由皮埃爾·梅尚在1781年3月27日發現，隨後他將此一發現轉達給梅西耶，梅西耶在核對了位置之後將它登錄在梅西耶目錄中，並作記錄。  
在2006年2月28日NASA和ESA發表一張非常詳細的風車星系照片。這張照片是哈伯太空望遠鏡當時所拍最大且最詳細的星系照片。這張照片是經由51次獨立的曝光，再加上一些在地面上拍攝的照片合成的。

## 發現
發現風車星系的者皮埃爾·梅尚將其描述為「一個沒有恆星的星雲，非常模糊，也非常大，直徑6'到7'，位於牧夫的左手和大熊的尾巴之間。當點亮定位用的[格柵]時很難分辨出來。」
威廉·赫歇爾在1784年寫道，該星系是其中之一「...在我的7-、10-、和20-英尺焦長反射鏡呈現出一種斑駁的模糊，我稱之為可解析的；所以我希望我現在的望遠鏡能更好，也許能讓我看出組成他們的恆星。」
羅斯勳爵在19世紀後期，使用他的直徑72英寸牛頓反射鏡觀測了這個星系。他是第一個對螺旋結構進行廣泛說明，並繪製了幾幅草圖的人。
以現代的儀器來觀察螺旋結構，還是需要一個相當大的望遠鏡、非常黑暗的天空和使用低倍率的目鏡。

## 結構和組成

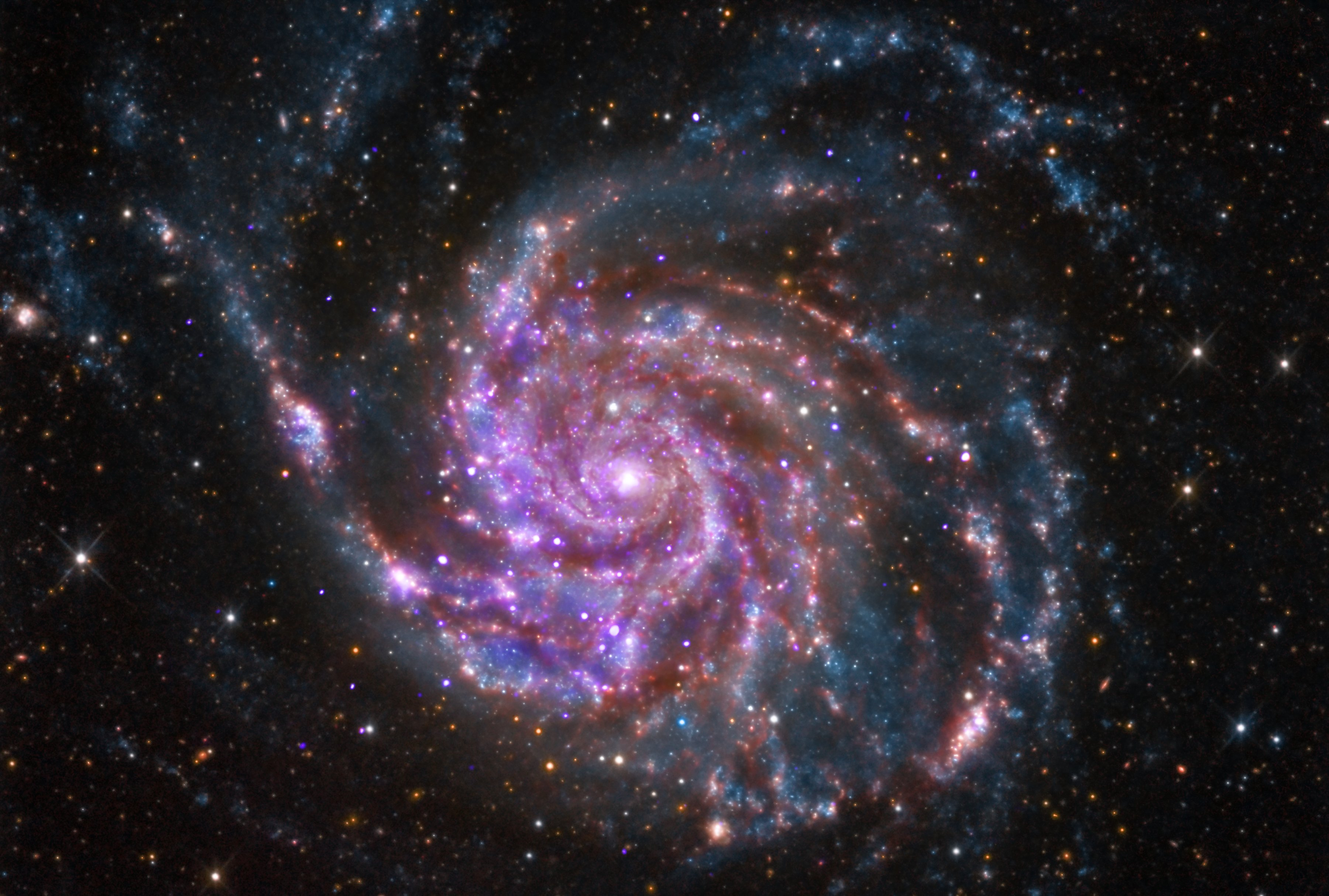
紅外、可見光和X射線組合的M101影像。

M101是一個大星系，直徑17萬光年，与银河系大体相当。它大約有一兆顆恒星。它的圓盤質量約為1,000億太陽質量，還有一個約30億太陽質量的小中央凸起。它的特徵可以與仙女座星系的特徵相提並論。
M101有大量的電離氫區（H II區），其中許多非常大和明亮。電離氫區通常伴隨著巨大的高密度氫分子雲，它們在自身的引力作用下收縮形成恆星。電離氫區被大量極其明亮和熾熱的年輕恆星電離；M101中的那些熾熱的年輕恆星能够產生熱的超級氣泡。在1990年的一項研究中，對星系中的1,264個電離氫區進行了編目。其中三個特別突出，已經擁有NGC天體表編號：NGC 5461、NGC 5462和NGC 5471。
由於其與伴星系相互作用產生的潮汐力，M101是不對稱的。這些引力相互作用壓縮星際氫氣，然後在M101的旋臂中觸發强烈的恆星形成活動，在紫外線影像中可以檢測到這些活動。
在2001年，使用錢德拉X射線天文台確認位於M101中的X射線源P98為比任何一顆恆星更強大，但不如整個星系強大的超亮X射線源：它被命名為M101 ULX-1。2005年，HST和XMM-牛頓衛星的觀測顯示存在光學對應物，有力地表明M101 ULX-1是 X射線聯星。進一步的觀測表明，該系統偏離了預期的模型：黑洞只有20到30太陽質量，並且消耗物質（包括捕獲的恆星風）的速度高於理論所建議（預期）的速度。
據估計，M101大約有150個球狀星團，與銀河系的球狀星團的數量相當。

## 伴星系
M101有六個已確認的伴星系：NGC 5204、NGC 5474、NGC 5477、NGC 5585、UGC 8837和UGC 9405。如上所述，它和衛星系之間的引力相互作用可能催生了它的宏偉設計模式（宏觀螺旋星系）。該星系可能扭曲伴星系NGC 5474。該清單包括大部分或全部M101星系群 。

## 超新星和亮紅新星
已經記錄了五顆內部超新星：
- SN 1909A：1909年1月被馬克斯·沃爾夫發現，星等達到12.1星等。
- SN 1951H：1951年9月達到17.5星等。
- SN 1970G：1970年7月達到11.5星等[28]。
- SN 2011fe：2011年8月24日，在M101中發現。這是一顆Ia型超新星，最初被命名為PTF 11kly。它在發現時的目視星等為17.2，在高峰期達到9.9[29][30][31]。

- M101 OT2015-1：2015年2月10日，在風車星系中發現的一顆亮紅新星[32]。

- SN 2023ixf：2023年5月19日在M101中被發現，並立即被歸類為II型超新星[33]。

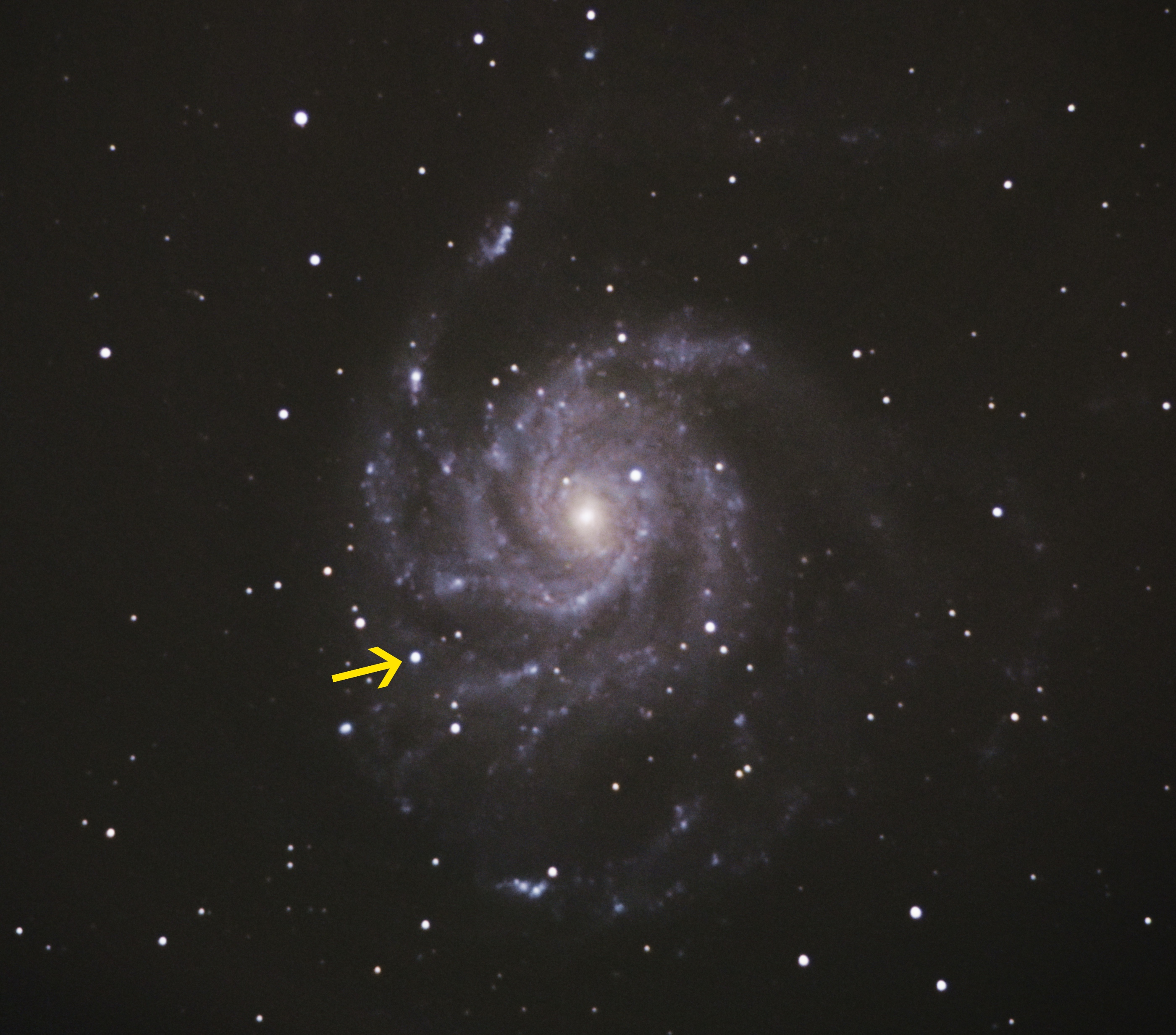
2011年8月的Ia型超新星SN 2011fe。
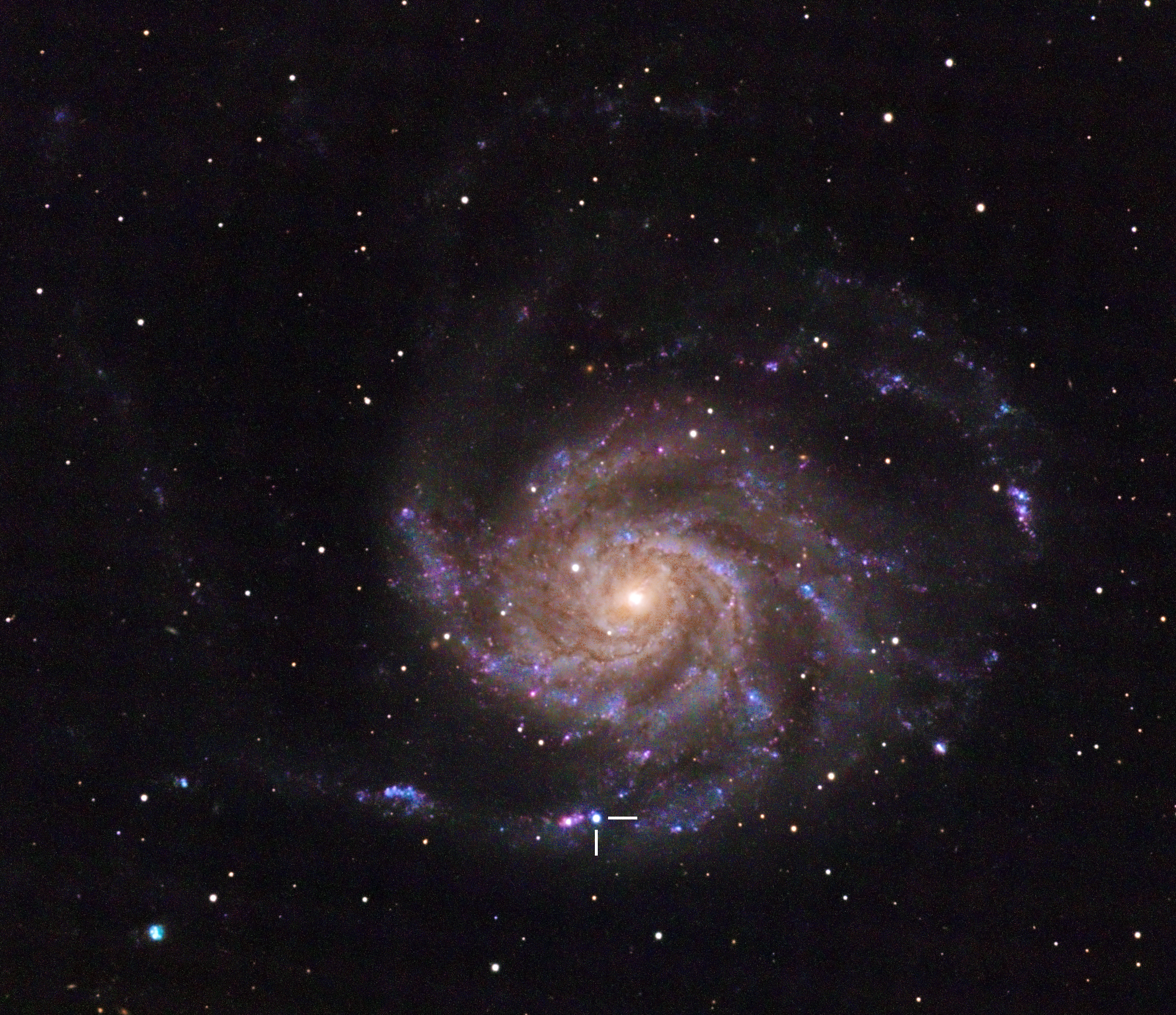
2023年5月的II型超新星SN 2023ixf

## 外部連結
- SEDS: Spiral Galaxy M101 （页面存档备份，存于）
- WikiSky上关于The Pinwheel Galaxy的内容：DSS2, SDSS, GALEX, IRAS, 氢α, X射线, 天文照片, 天图, 文章和图片
- Harutyunyan, Avet; Merrifield, Mike; Dhillon, Vik. . Deep Sky Videos. Brady Haran.   [2023-05-24]. （原始内容存档于2023-05-24）. （页面存档备份，存于）
- Nemiroff, R.; Bonnell, J. (编). . Astronomy Picture of the Day. NASA. 14 April 2009  [4 March 2018].
- . Constellation Guide. 31 May 2013  [2023-05-24]. （原始内容存档于2022-11-28）. （页面存档备份，存于）
- Yoshida, Takayuki. . Astrophotography by Takayuki Yoshida.   [2023-05-24]. （原始内容存档于2023-06-26）. （页面存档备份，存于）